# Stanko Poklepović
Stanko Poklepović (Spalato, 19 aprile 1938 – Spalato, 24 dicembre 2018) è stato un allenatore di calcio e calciatore croato, la maggior parte della sua carriera, prima da giocatore e poi da allenatore, l'ha passata nella sua città natia.
Tornando nel 2015 sulla panchina dell'Hajduk Spalato è diventato il tecnico più anziano d'Europa, qualifica precedentemente detenuta da Miroslav Blažević.

## Palmarès

### Giocatore

#### Competizioni nazionali
- 2. Savezna liga: 2

RNK Split: 1956-1957, 1959-1960

### Allenatore

#### Competizioni nazionali
- Campionato croato: 1

Hajduk Spalato: 1992
- Supercoppa di Croazia: 1

Hajduk Spalato: 1992
- Coppa di Croazia: 2

Osijek: 1998-1999
Hajduk Spalato: 2009-2010
- Campionato iraniano: 2

Persepolis: 1995-1996, 1996-1997